# Таджуддин Саман
Таджуддин Саман (малайск.  Tajuddin Saman; 9 апреля 1948, Кодианг, Кедах — 22 января 2020, Путраджая) — малайзийский журналист, награждённый высшей национальной премией в области журналистики Малайзии (1990).

## Краткая биография
Младший из 4 детей семьи. Мать умерла, когда ему было два года, а отец, когда ему исполнилось 10 лет. В 1953—1959 гг. учился в малайской школе в Кодианге. В 1960 г. уехал в Алор-Сетар к двоюродной сестре Фатиме Ибрагим, там до 1963 г. учился в частной школе (St. Michael Independent School). В 1963 г. переехал в Сингапур к своей старшей сестре Че Ва Саман. Здесь в 1963—1964 гг. учился в школе для мальчиков «Sacred Heart», а в 1965—1966 гг. — в школе «Queensway». Одновременно в 1965 г. окончил курсы стенографии, а в 1969 г. — журналистские курсы при Сингапурском университете. Позднее в Малайзии окончил журналистское отделение Технологического института Мара (ныне университет).
Трудовую карьеру начал в 1967 г. учителем школы в Саранг-Семуте (Кедах). В 1970—1974 служил констеблем в малайзийской полиции. В 1974 г. выступил соучредителем таблоида «Пелита Ракьят» (Народный светильник). В 1975—1979 гг. работал в центральной газете «Брита Хариан», первоначально репортером в отделе спорта (1975—1976), затем журналистом (1976—1979). В 1980—1989 гг. возглавлял бюро газеты в штате Кедах. С 1989 по 1995 гг. работал в центральный аппарат редакции, где возглавлял отдел религии. В дальнейшем перешёл на работу в правительственные учреждения. В 1995—1996 гг. был пресс-секретарём главного министра штата Кедах Османа Алоффа, в 2001—2004 гг. — министра Абдула Хамида Зайнала Абидина в департаменте премьер-министра, в 2004—2006 гг. — министра внутренних дел Азми Халида, в 2006—2007 гг. — министра национальных ресурсов и окружающей среды, которым стал тот же Азми. Занимался также писательским творчеством: писал стихи и рассказы.
С 2012 г. после инсульта был прикован к постели. Похоронен на мусульманском кладбище «Таман Селатан» (пресинт 20, Путраджая)

## Награды
- Премия Каджаи — высшая национальная премия для журналистов в Малайзии (1990)

## Публикации
- Tokoh Ulama Nusantara. Kuala Lumpur: Berita Publishing Sdn. Bhd., 1993.
- Autobiografi seorang wartawan dari Kodiang ke jalan Riong. Kuala Lumpur: Dewan Bahasa dan Pustaka, 1995.
- Bungkusan sutera biru. Kuala Lumpur: Dewan Bahasa dan Pustaka, 2002.
- Tokoh-Tokoh Agama Dan Kemerdekaan Di Alam Melayu. Kuala Lumpur: Yayasan Dakwah Islamiah Malaysia, 2005 (совместно с Ab. Manaf Haji Ahmad).
- Mengejar pelangi. Kuala Lumpur: Jabatan Kemajuan Islam Malaysia, 2009.
- Menjejaki nasib penerima pingat Hang Tuah. Kuala Lumpur: Jabatan Kemajuan Islam Malaysia, 2012.

## Семья
- Отец Саман Басир
- Мать Махзум Лебай Арифин
- Жена Рохма Ибрагим, шестеро детей